# Cnidoscolus acrandrus
Cnidoscolus acrandrus är en törelväxtart som först beskrevs av Ignatz Urban, och fick sitt nu gällande namn av Ferdinand Albin Pax och Käthe Hoffmann. Cnidoscolus acrandrus ingår i släktet Cnidoscolus och familjen törelväxter. Inga underarter finns listade i Catalogue of Life.